# Аш, Иван Фёдорович
Барон Иван Фёдорович фон Аш (нем. Johann Friedrich von Asch; 1726—1807) — дипломат, российский резидент в Польше.

## Биография
Иван Аш родился в городе Санкт-Петербурге в 1726 году, из дворян; сын столичного почт-директора Фёдора Юрьевича Аша. 
В 1749 году Иван Фёдорович Аш поступил на государственную службу и был определён в должность коллегии юнкера при бывшей Коллегии иностранных дел; затем, в 1754 году, командирован при российском посольстве в Вену, где состоял при римском императорском дворе. 
В 1783 году император Иосиф II выдал ему диплом и утвердил герб на баронское достоинство, пожалованное отцу Аша родителем императора, Францем I. Из Вены Аш был переведён в Польшу, где до самой кончины в 1807 году состоял в должности полномочного министра российского правительства. Одно время он вместе с Бюлером был захвачен поляками и томился в неволе, за энергичные дипломатические действия против них.